# Šemnik
Šemnik – wieś w Słowenii, w gminie Zagorje ob Savi. W 2018 roku liczyła 211 mieszkańców.